# ヨハン・クリスティアン・キッテル
ヨハン・クリスティアン・キッテル（Johann Christian Kittel 1732年2月18日 - 1809年4月17日）は、ドイツのオルガニスト、作曲家、教育者。ヨハン・ゼバスティアン・バッハの最後の弟子のひとりだった。門弟にはミヒャエル・ゴットハルト・フィッシャー、カール・ゴットリープ・ウムブライト、ヨハン・ヴィルヘルム・ヘスラー、クリスティアン・ハインリヒ・リンクらがいる。

## 生涯
エアフルトに生まれた。最初に指導を仰いだのはヤーコプ・アードルングであった。1784年にライプツィヒへ移り、ヨハン・ゼバスティアン・バッハの生涯最後の2年間でお気に入りの、最後の弟子となる。1751年にはバート・ランゲンザルツァでオルガニストと教師に任用され、その後1756年にエアフルトへ戻ってまずバルフューサー教会、続いて1762年にプレディガー教会のオルガニストに登用される。
キッテルは好待遇の依頼を多く断っている。中にはザクセン＝ヴァイマル公国のアンナ・アマーリア公妃によるイタリア行きの話もあったが、残りの生涯をエアフルトに留まって過ごした。同市での彼は数多くの夕べのリサイタルで演奏し、ヴィルトゥオーゾのオルガン奏者として著名であった。ゲーテ、ヘルダー、ヴィーラントが皆、彼の演奏を聴きに訪れた。1800年にはハンブルクへの演奏旅行を行い、シュレースヴィヒ＝ホルシュタイン州のためのコラール集を本にまとめつつ1年を過ごした。
キッテルはエアフルトに没している。

## 作品
キッテルは自らを「バッハの主義に立脚」していると考えており、「音楽を用いて聴衆の心の中にある帰依の感情を目覚めさせ、維持し、高める」ことを目指した。典礼目的に最も適した簡素な形式へと制約を課すことにより、彼の教育法と作品はこの目的を満たしたのである。同時代のギャラント様式の影響を受けて旋律を強く主張させていたが、バッハの例に倣い二重コラール変奏曲などの大規模なオルガン作品もいくつか書いている。1789年のピアノソナタにはウィーン古典派に通ずる特徴が見受けられる。

### ピアノ作品
- 6つのソナタ 幻想曲付き （ゲーラ 1789年）
- 6 Veränderungen, über ... Nicht so traurig （サンクトペテルブルク 1797年）

### オルガン作品
- Der angehende praktische Organist, oder Anweisung zum zweckmässigen Gebrauch der Orgel bei Gottesverehrungen in Beispielen, textbook, 3 volumes （エアフルト 1801年-1808年）
- Vierstimmige Choräle mit Vorspielen ... für die Schleswig-Hollsteinischen Kirchen, 2 volumes （アルトナ 1803年）
- 24 Choräle mit 8 verschiedenen Bässen über eine Melodie, ed. J. C. H. Rinck （オッフェンバッハ 1811年）
- Grosse Präludien, 2 volumes （ライプツィヒ）
- 24 kurze Choralvorspiele （オッフェンバッハ）
- Variationen über 2 Choräle （ライプツィヒ）
- 24 leichte Choral-Vorspiele （ボンとケルン）

## 関連文献
- A. Dreetz: Johann Christian Kittel, der letzte Bach-schüler (Berlin, 1932)
- J. P. Anthony: The Organ Works of Johann Christian Kittel (dissertation, Yale University, 1978)
- J. Burg: "Johann Christian Kittel (1732–1809), un grand pédagogue de l'orgue, maillon important dans la tradition de Jean-Sébastien Bach", in L’orgue: cahiers et mémoires, no. 228 (1993)